# Invergordon-Meuterei

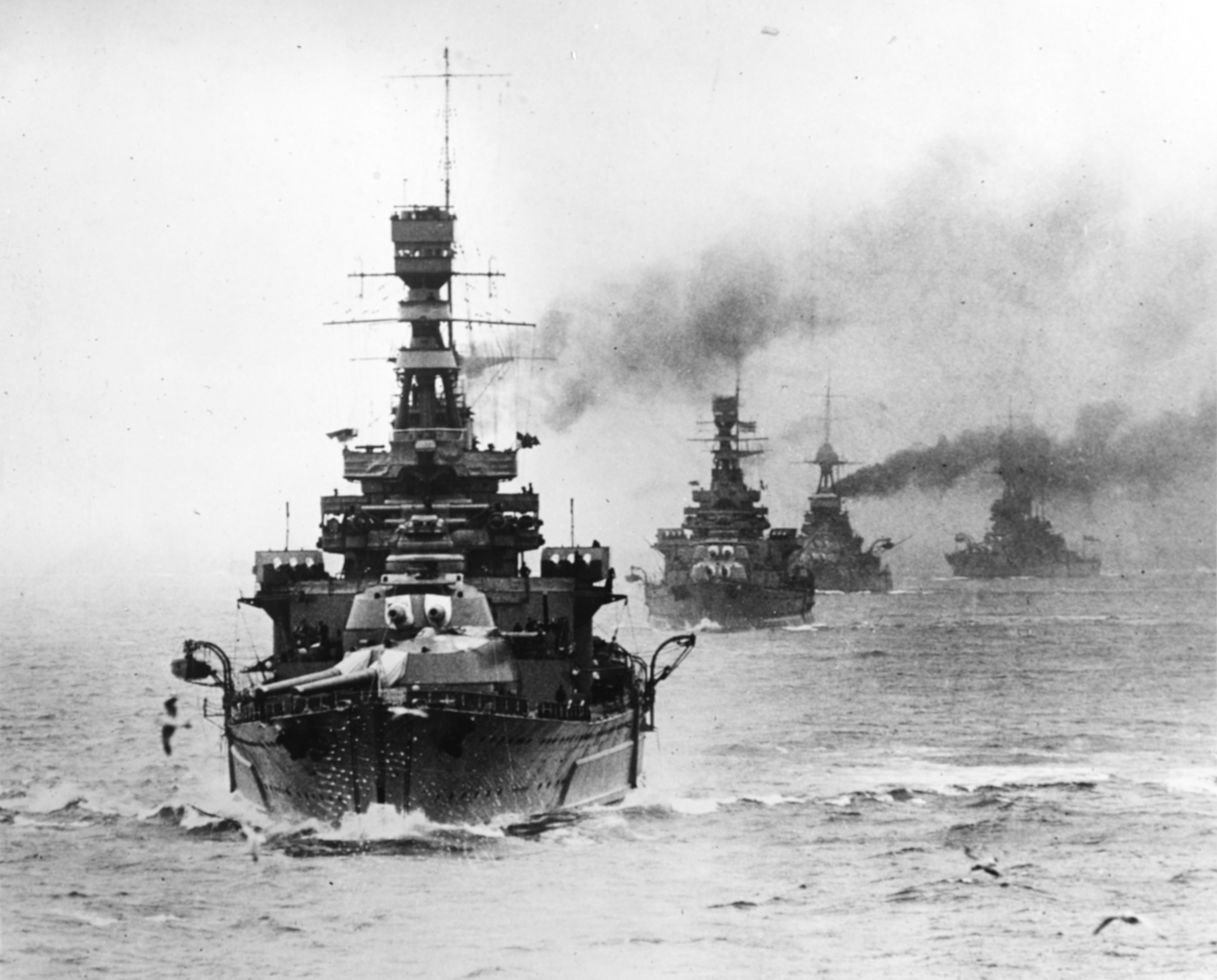
Der britische Schlachtkreuzer Repulse der Atlantic Fleet, dessen Besatzung sich im Gegensatz zu denen der anderen beiden Schlachtkreuzer weitgehend aus der Meuterei heraushielt

Als Invergordon-Meuterei, benannt nach der schottischen Hafenstadt Invergordon, bezeichnet man eine zwei Tage dauernde Meuterei von britischen Seeleuten am 15. und 16. September 1931.

## Ursachen
Die Invergordon-Meuterei entstand im Zuge eines Arbeitskampfes von etwa 1.000 britischen Seeleuten der so genannten Atlantic Fleet der Royal Navy.
Auslöser der Meuterei war die Ankündigung der neuen britischen Regierung, aufgrund der Auswirkungen der Weltwirtschaftskrise auf Großbritannien alle Ausgaben für den öffentlichen Sektor um 10 % zu kürzen. Diese Maßnahme betraf natürlich auch die Löhne, was für viele Arbeiter sehr große Einschnitte bedeutete.
Im Zuge parallel durchgeführter Lohnangleichungen bedeutete dies darüber hinaus sogar eine Kürzung um fast 25 % für alle Royal-Navy-Dienstgrade unterhalb des Petty Officers. Es betraf all diejenigen, die noch vor 1925 in Dienst getreten waren, da deren Löhne nun automatisch an die neue, ab 1925 gültige, aber bereits deutlich niedrigere Soldstufe angepasst wurden. Zu weiterem Unfrieden führte die Tatsache, dass sich viele Matrosen der Arbeiterklasse durch die Politik ihrer Labour Party betrogen fühlten, da deren Vorsitzender Ramsay MacDonald eine Koalition mit den verhassten Conservatives eingegangen war und das so genannte National-Government-Bündnis geschlossen hatte, um in einer großen Koalition der wirtschaftlichen Krise Großbritanniens besser zu begegnen.

## Verlauf
Als die Atlantic Fleet in Invergordon am 11. September 1931 einlief, erfuhren die Matrosen von den Kürzungen ihres Solds. Da in einigen Zeitungen eine Kürzung von 25 % angekündigt wurde, stieg der Unmut der Matrosen schnell an, zumal bald das Missverständnis vorherrschte, dass alle Löhne um 25 % gekürzt werden sollten. Am 12. September wurden in Invergordon die schriftlichen Anordnungen der britischen Admiralität zur Lohnkürzung empfangen und am 13. September auf den Schiffen der Atlantic Fleet Kopien der Anordnungen verteilt, um diese den Matrosen mit einer Begründung der drastischen Maßnahmen vorzutragen. Dennoch erhielten nicht alle Schiffe eine Kopie, sodass die Maßnahmen nicht allen Besatzungsmitgliedern umfassend erläutert wurden.
Auf Grund der großen Unzufriedenheit unter der Besatzung kam es in den folgenden Tagen zu immer zahlreicheren Auseinandersetzungen mit den Offizieren, immer häufiger zu Befehlsverweigerung und letztlich zur Arbeitsniederlegung seitens der Matrosen. In ihrer Gesamtheit verlief die Meuterei unblutig, weitgehend gewaltlos, und nur vereinzelt kam es zu Handgreiflichkeiten gegenüber Vorgesetzten.
Die Meuterei wurde schließlich am 16. September beigelegt, als der stellvertretende Befehlshaber Konteradmiral Wilfred Tomkinson (der Kommandeur der Atlantic Fleet, Admiral Sir Michael Hodges, war im Krankenhaus) den Matrosen versicherte, dass Konteradmiral Colvin als Unterhändler zur Admiralität entsandt worden sei, um die Ursache für die Meuterei durch die teils überzogenen Lohnkürzungen zu erörtern. Da dies einige Tage in Anspruch nehmen würde, bat er die Matrosen, so lange zum ordentlichen Dienst zurückzukehren. Gegen Nachmittag kam per Telegramm der Befehl der Admiralität, dass alle Schiffe der Atlantic Fleet unverzüglich auszulaufen und in ihre Heimathäfen zurückzukehren hätten. Seeleute, deren Ehefrauen in Invergordon waren, erhielten noch Landgang, um sich zu verabschieden. In der Nacht liefen dann alle Schiffe ordnungsgemäß aus.

## Folgen
Bei der Aufarbeitung der Meuterei vor der Admiralität bestätigte Konteradmiral Tomkinson, dass sich die Matrosen den Offizieren gegenüber angemessen und überwiegend respektvoll verhalten hätten. Ursache für die Meuterei war seiner Ansicht nach ausschließlich die drastische Kürzung des Soldes.  Eine allgemeine Unzufriedenheit mit der Royal Navy oder der Führung sei nicht erkennbar gewesen. Darüber hinaus verteidigte Tomkinson auch seinen Verzicht auf eine Niederschlagung der Meuterei, denn Gewalt hätte seines Erachtens die Lage nur verschlimmert.
Die Admiralität akzeptierte die Erläuterungen Tomkinsons, und es wurde beschlossen, die alte, etwas höhere Soldstufe vor 1925 wieder einzuführen und diese dann wie alle Löhne ab 1925 pauschal um 10 % zu kürzen. Die Admiralität erklärte weiterhin, dass fortan jede weitere Meuterei schwer bestraft würde. Im Zuge der Invergordon-Meuterei wurden keine Todesstrafen für die Meuterer ausgesprochen, aber einige der Anführer wurden anschließend zu Gefängnisstrafen verurteilt. Weitere Meuterer wurden unehrenhaft aus der Royal Navy entlassen oder versetzt.
Die Admiralität erklärte Tomkinson anschließend verantwortlich für die Meuterei und schuldig dafür, dass es ihm nicht gelungen war, sie bereits vor dem Ausbruch im Keim zu ersticken.
Um den Makel der Meuterei loszuwerden, benannte die britische Admiralität im Jahre 1932 die Atlantic Fleet wieder in Home Fleet um.